# Toribio Ticona Porco
Toribio Ticona Porco (ur. 25 kwietnia 1937 w Atocha) – boliwijski duchowny katolicki, biskup od 1986, prałat terytorialny Corocoro w latach 1992–2012, kardynał od 2018.

## Życiorys
Święcenia kapłańskie przyjął 29 stycznia 1967.
5 kwietnia 1986 papież Jan Paweł II mianował go biskupem pomocniczym diecezji Potosí ze stolicą tytularną Timici. Sakry biskupiej udzielił mu 31 maja 1986 nuncjusz apostolski w Boliwii – arcybiskup Santos Abril y Castelló.
4 czerwca 1994 został ustanowiony ordynariuszem prałatury terytorailnej Corocoro. 29 czerwca 2012 przeszedł na emeryturę.
20 maja 2018 podczas modlitwy Regina Coeli papież Franciszek ogłosił, że mianował go kardynałem. Jego kreacja kardynalska odbyła się na konsystorzu 28 czerwca 2018. Z racji ukończenia 80. roku życia przed kreacją, nie posiada uprawnień elektorskich.